# Ixodes tiptoni
Ixodes tiptoni är en fästingart som beskrevs av Glen M. Kohls och Clifford 1962. Ixodes tiptoni ingår i släktet Ixodes och familjen hårda fästingar.
Artens utbredningsområde är Panama. Inga underarter finns listade i Catalogue of Life.